# Célio Dias
Célio Emilson Ucha Dias (ur. 8 lutego 1993) – portugalski judoka. Olimpijczyk z Rio de Janeiro 2016, gdzie zajął siedemnaste miejsce w wadze średniej.
Siódmy na mistrzostwach świata w 2013; uczestnik zawodów w 2014, 2015 i 2017. Startował w Pucharze Świata w 2012, 2014, 2015 i 2017. Siódmy na mistrzostwach Europy w 2013 roku.

## Letnie Igrzyska Olimpijskie 2016
| Konkurencja | Eliminacje                 | Klas. końcowa |
| Konkurencja | Przeciwnik I               | Miejsce       |
| ----------- | -------------------------- | ------------- |
| 90 kg       | Celtus Dossou Yovo (BEN) P | 17.           |